# Berthold Häsler

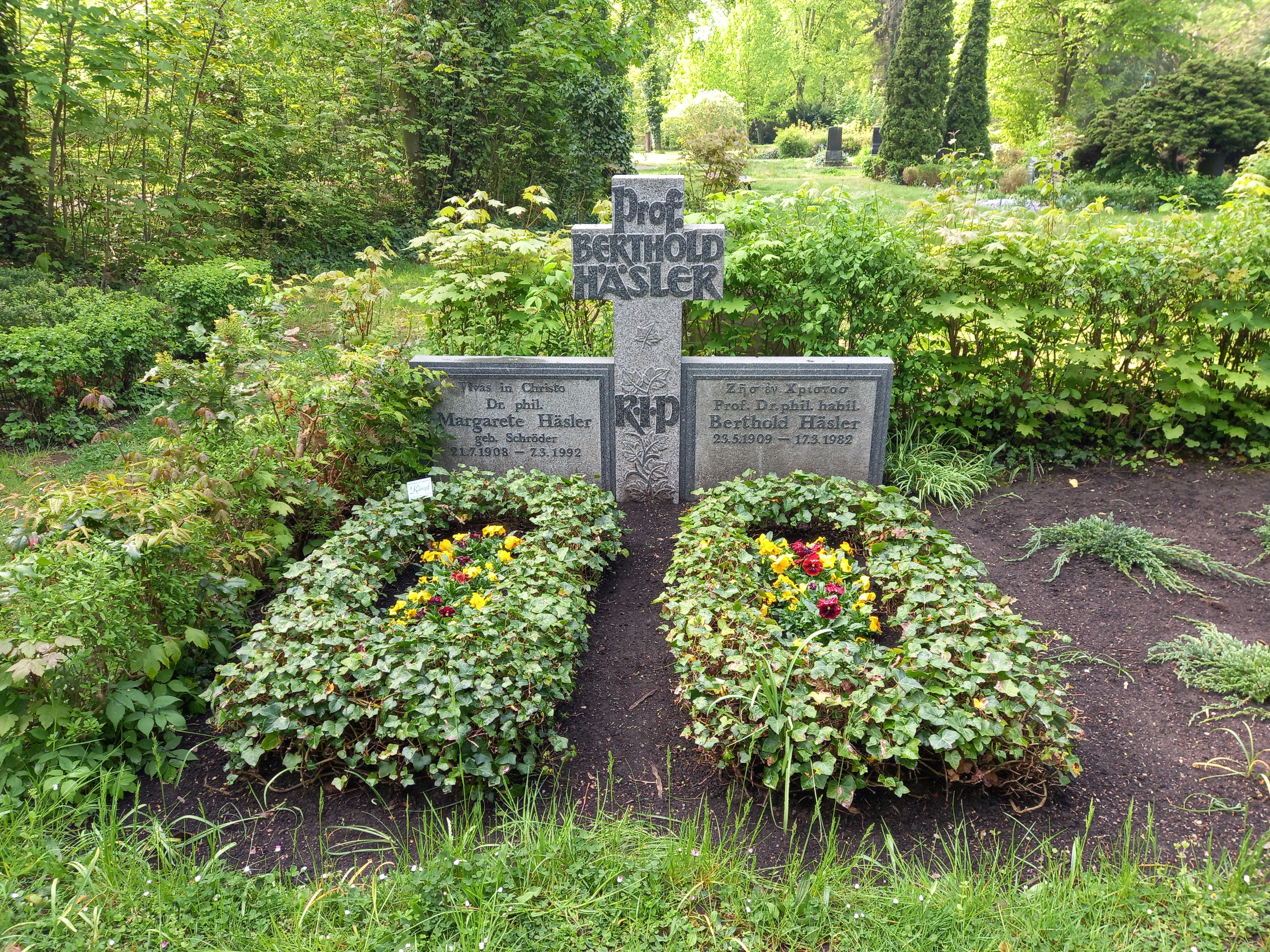
Das Grab von Berthold Häsler und seiner Ehefrau Margarete geborene Schröder auf dem Nordfriedhof (Halle)

Berthold Häsler (* 23. Mai 1909 in Steglitz bei Berlin; † 17. März 1982 in Halle an der Saale) war ein deutscher Klassischer Philologe.

## Leben
Berthold Häsler studierte Klassische Philologie an der Berliner Universität, wo er 1935 mit der Dissertation Favorin über die Verbannung promoviert wurde. Anschließend arbeitete er als Gymnasiallehrer. Beim Ausbruch des Zweiten Weltkriegs wurde er in die Wehrmacht eingezogen. Ab 1946 arbeitete er als Wissenschaftlicher Mitarbeiter an der Deutschen Akademie der Wissenschaften zu Berlin an den Papyrussammlungen. Im Akademie-Institut für Hellenistisch-römische Philosophie war er Leiter der Arbeiten zu Epikur unter dem Instituts-Direktor und Akademie-Präsidenten Johannes Stroux. Dort sammelte und bearbeitete er die Reste von Epikurs Hauptwerk Über die Natur und erstellte eine Bibliographie zu Epikur mit einem Verzeichnis aller damals publizierten Papiri. Ab 1953 war er gleichzeitig Lehrbeauftragter für Klassische Philologie an der Humboldt-Universität zu Berlin.
1956 wurde Häsler mit der Wahrnehmung einer Dozentur für Klassische Philologie an der Universität Rostock beauftragt. 1960 wechselte er nach Halle, wo er mit der Wahrnehmung einer Professur mit Lehrauftrag für Klassische Philologie beauftragt wurde. In Halle blieb Häsler bis an sein Lebensende. 1963 erreichte er hier seine Habilitation. Nach dem Urteil seines späteren Kollegen Joachim Ebert „blieb seine Lehrtätigkeit ohne nachhaltige Wirkung“. 1974 trat Häsler in den Ruhestand. Seine Professur blieb bis 1986 unbesetzt.

## Schriften
- Berthold Häsler: Favorin: Über die Verbannung, Dissertation, Universität Berlin, Philos. Fakultät, Berlin 1935.
- Berthold Häsler (Hrsg.): Beiträge zu einem neuen Winckelmannbild, Akademie-Verlag, Berlin 1973.
- Berthold Häsler (Ed.): Plutarchi Moralia, Teubner, Leipzig 1978.